# 相合池
相合池（あいあいいけ）は、兵庫県姫路市飾東町佐良和に作られた溜池である。1957年に堤が決壊し、周辺地域に水害をもたらした。

## 規模
相合池には堤高14.7 m、堤長184 mの堤が築かれている。面積は5.34 haで、貯水量は35万2000 m3である。

## 歴史
1957年の夏に大雨によって増水した相合池からは漏水が発生し、その後なすすべなく堤は決壊し、池から数キロメートル離れた地区にまで浸水被害を引き起こした。その後、決壊した堤を修復した際に、当時は池での子供の水難事故が問題視されていたため、堤の下に子供用のプールも作られた。ただ付近の学校にプールが完成すると、このプールは使われなくなった。また山陽自動車道の建設に伴い池の中に橋脚が建てられ、さらに山陽自動車道と播但道の建設に伴い周囲の山が削り取られ、付近の景観も変化した。